# Sommeranemone
Sommeranemone (Anemone sylvestris), også skrevet Sommer-Anemone, er en opret løvfældende staude med en opret vækst. 
Den danner efterhånden store, samlede flader, som lukkes helt af løvet. Bladene er håndfligede med hel eller svagt savtakket rand. Oversiden er mørkegrøn, mens undersiden er gråhvid af et fint, silkeagtigt hårlag. 
Blomsterne ses i juni-juli, hvor de sidder enkeltvis på tynde stilke, som hæver dem højt over løvdækket. De enkelte blomster er hvide med silkehåret yderside og talrige, gule støvdragere. Frugterne er forsynet med hvide uldhår, som gør, at de flyver langt omkring. Af og til kan de spire på passende, tør bund.
Rodnettet består dels af vandret krybende jordstængler, og dels af de fint forgrenede rødder.
Højde x bredde og årlig tilvækst: 0,40 x 2 m (40 x 5 cm/år).

## Hjemsted
Sommeranemone er en tørkeelskende plante fra skovstepperne i Central- og Sydeuropa. Desuden findes den vildtvoksende på Öland og Gotland. Alle steder findes den i halvskygge og på kalkbund sammen med f.eks. draphavre, diktam, knoldet mjødurt, pilebladet tusindstråle, smalbladet klokke, og ædelkortlæbe.